# Стара Яблонна
Стара Яблонна, давніше Яблонна Руська (пол. Stara Jabłonna) — село в Польщі, у гміні Яблонна-Ляцька Соколовського повіту Мазовецького воєводства. Населення — 234 особи (2011).

## Історія
За результатами етнографічної експедиції під керівництвом Павла Чубинського встановлено, що станом на 1869—1870 роки населення села становили здебільшого римо-католики, проте були також греко-католики, які здебільшого розмовляли українською мовою.
У 1975—1998 роках село належало до Седлецького воєводства.

## Населення
Демографічна структура станом на 31 березня 2011 року:
|          | Загалом | Допрацездатний вік | Працездатний вік | Постпрацездатний вік |
| -------- | ------- | ------------------ | ---------------- | -------------------- |
| Чоловіки | 119     | 24                 | 83               | 12                   |
| Жінки    | 115     | 20                 | 66               | 29                   |
| Разом    | 234     | 44                 | 149              | 41                   |